# Торегали Тореали
Торегали Тореали (каз. Төреғали Төреәліұлы Әлиханов, настоящее имя — Турегали Туралиевич Алиханов ; род. 14 октября 1992 года в Байконуре, Казахстан) — казахстанский певец и автор песен. Стал известен благодаря своим песням, написанным в молодости в жанре «тинпоп»; был удостоен первой Национальной телевизионной музыкальной премии «Жыл таңдауы».

## Биография

### Ранние годы
Происходит из подрода Айдарбек рода Шекти племени Алимулы. Родился 14 октября 1992 года в городе Байконур Кызыл-Ординской области. В детстве Торегали мечтал стать акыном, писать и исполнять песни и принимать участие в соревнованиях айтыс. Учился Торегали в 8-й школе им Ю. А. Гагарина, г. Байконур
2009—2011 — получил образование в колледже при Казахской национальной академии искусств имени Т. К. Жургенова.
Изначально Торегали участвовал в конкурсных айтысах, затем перешёл в поп-эстраду как сольный певец. Впервые вышел на сцену во время концерта «МузАРТ» в Казалинске.

### Карьера
Известность исполнителю принесла песня «Алло», исполненная в дуэте вместе с Ерке Есмахан в 2015 году.
Певец гастролирует по Казахстану и по территории СНГ и другим странам. Цена на концерты Торегали Тореали составляют от двух до пяти тысяч тенге
За песню «Біртүрлі қыз», которую исполнил с тюркоязычным певцом Buray был удостоен первой Национальной телевизионной музыкальной премии «Жыл таңдауы»

По данным google.com является одним из самых популярных персон в запросах 2016 года.
Одержал победу в звездной битве с Кайратом Нуртасом.
1 июня 2017 года принимал участие в большом Open Air в Астане вместе с такими популярными артистами как ВИА Гра, MBAND, Макс Барских и другими.
В 2016 году Торегали снялся в фильме «Бизнес по-казахски», режиссёром которого был Женисхан Момышев.
В 2018 году 18 октября состоялась премьера его собственного фильма «Ұлы Дала Комедиясы», который за три дня набрал 100 млн тенге.

#### Скандалы
- В декабре 2017 года Торегали устроил скандал со зрителями на своём концерте в городе Павлодар. Со сцены он заявил «Если вы недовольны, то можете выйти из зала просто. Я никого не заставлял являться сюда, я не говорил, что умру, повешусь, если кто-то не придёт на мой концерт. Дядя, что ты несёшь, ты же взрослый человек. Не нравится — выходите»[11], «Если не нравится, можешь встать и уйти, я никого не заставляю, не прошу слушать меня…», в своей речи он также употреблял казахское выражение: «еріккен сарт енегін ұқалайды», примерный перевод — «тот, кому делать нечего, чешет яйца[12][13]».

- После того как видео со скандалом на концерте было опубликовано, Торегали в своём Инстаграме прокомментировал своё поведение, написав «Өтірік» (в переводе «Ложь»)[14].

- После скандального выступления певца, акимат Павлодарской области решил не приглашать Торегали на официальные мероприятия в Павлодарской области[15], а радиостанция OrdaFM сообщила, что снимает с эфира песни Торегали Тореали после скандала на концерте[16].

- Позднее 4 января 2018 года выступая на Республиканском айтысе акынов сделал заявление — «Для меня это было значимым уроком. Если я ошибся, прошу принять это за мою незрелость и ребячество. Прошу у вас прощения, мне кажется, меня вы уже простили»[17].

- 12 сентября 2018 года певец без билета незаконно прошёл на борт самолёта Air Astana следующего рейсом Алматы – Гонконг. Сам артист вскоре направился к выходу из салона, бортпроводнику, который попытался его остановить, ответил, что не является пассажиром. Об этом немедленно доложили командиру воздушного судна, вызвали Службу авиационной безопасности аэропорта. По решению командира ВС был проведен повторный локальный досмотр. В итоге рейс был задержан на 18 минут. По данному факту была возбуждена внеплановая проверка и вынесен административный акт в отношении певца.   [18]

- 28 сентября 2022 года на территории Государственного национального природного парка «Көлсай көлдері» в Кегенском районе Алматинской области Topeгaли Topеали напал на гида, артист «разбил гиду бровь и нанёс несколько ударов по телу». А причина – якобы за то, что он как-то не так посмотрел». По данному факту было зарегистрировано правонарушение по признакам состава преступления, предусмотренного уголовной статьей «Хулиганство». В полиции сообщили лишь то что в соответствии с законодательством PK проводятся все необходимые экспертные исследования и устанавливаются истинные обстоятельства происшествия. Дело закончилось примирением сторон. [19]

- 14 июня 2023 года, управляя автомобилем в состоянии наркотического опьянения, совершил наезд на патрульный автомобиль. В результате ДТП автомашины получили механические повреждения. Наложено административное взыскание в виде ареста на срок 20 суток с лишением права управления ТС сроком на 7 лет[20][21][22]
- 22 сентября 2023 года, решением суда, Торегали получил дополнительное наказание за оскорбление сотрудников полиции при исполнени служебных обязанностей, в виде 40 часов общественных работ, согласно статьи 378 ч.1 УК РК. [23]

### Личная жизнь
Торегали женат на Толкын Мырзакимовой, с которой состоял с 2014 в неофициальных незарегистрированных отношениях, за это время у пары родились 2 детей. Свадьбу сыграл только спустя три года 19 октября 2017 года. На данный момент имеет 2 детей: 1 дочерей и 1 сыновей.

## Работы

### Песни
Торегали записал несколько песен, самыми популярными среди которых являются:
| Песня          | Год  |
| -------------- | ---- |
| Іздеме         | 2014 |
| Бол жанымда    | 2014 |
| До Ре Ми       | 2015 |
| Алло           | 2015 |
| Төрешің        | 2015 |
| Жүрегің қазақ  | 2016 |
| Біртүрлі қыз   | 2016 |
| Түсімдегі қыз  | 2017 |
| Менің Толқыным | 2017 |

### Альбомы
| Альбом          | Год  |
| --------------- | ---- |
| Ұлы дала баласы | 2016 |